# Front za liniej fronta
Front za liniej fronta (Фронт за линией фронта) è un film del 1977 diretto da Igor' Aronovič Gostev.

## Trama
La guerra va avanti per il terzo anno. Un distaccamento delle forze speciali sotto la guida del colonnello Mlynsky continua i combattimenti dietro le linee nemiche.